# Línea de comunicación

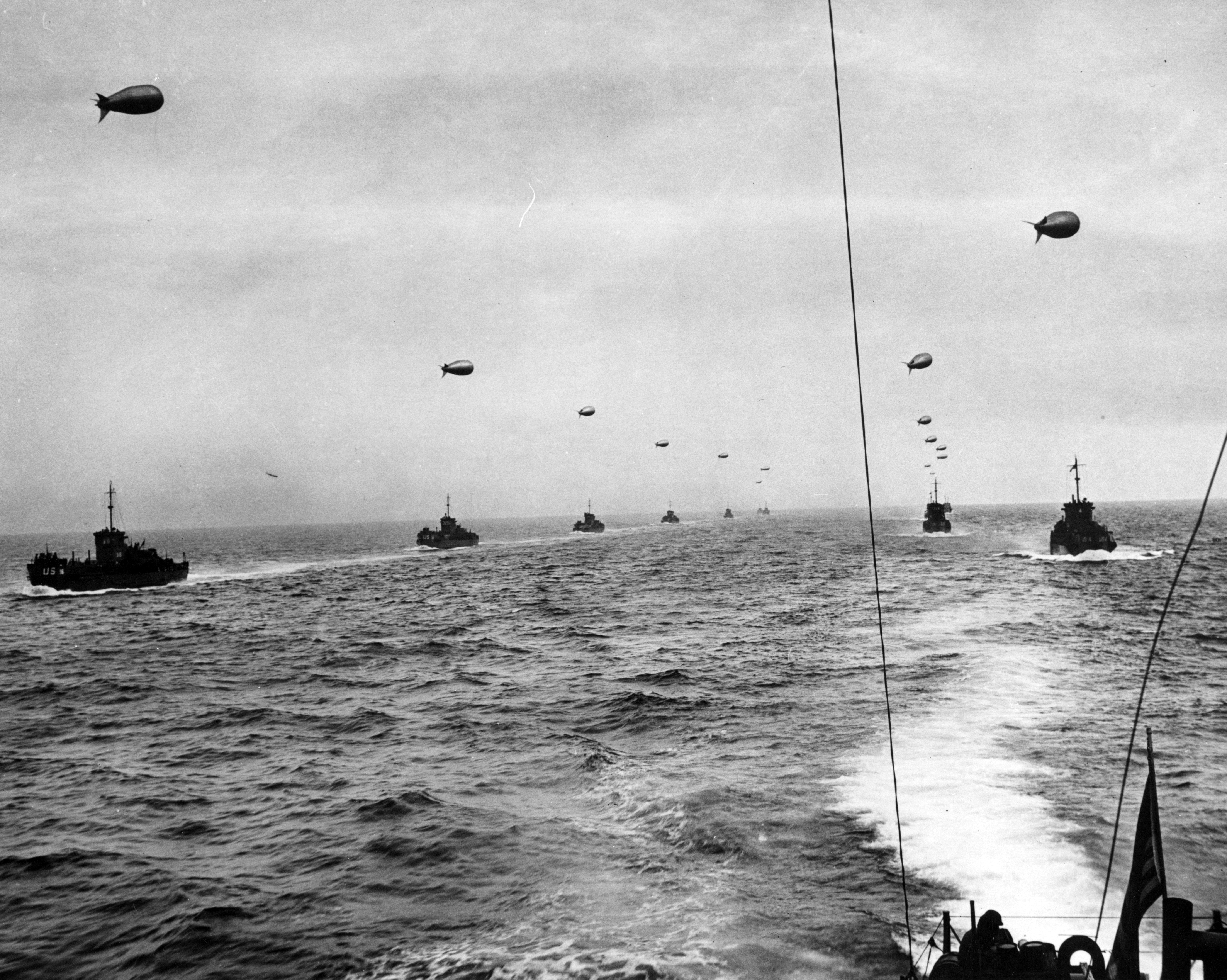
Convoy de barcos que apoyan a las fuerzas aliadas en la invasión de Normandía en junio de 1944 durante la Segunda Guerra Mundial.

Una línea de comunicación (o comunicaciones) es la ruta que conecta una unidad militar operativa con su base de suministro. Los suministros y refuerzos se transportan a lo largo de la línea de comunicación. Por lo tanto, una línea de comunicación segura y abierta es vital para que cualquier fuerza militar continúe operando con eficacia. 
Antes de la llegada del uso del telégrafo y la radio en la guerra, las líneas de comunicación también eran las rutas utilizadas por los jinetes de despacho a caballo y corredores para transmitir y entregar órdenes y actualizaciones de batalla hacia y desde los comandantes de unidad y el cuartel general. Así, una unidad cuyas líneas de comunicación se vieron comprometidas era vulnerable al aislamiento y la derrota, ya que se pierden los medios para solicitar refuerzos y reabastecimiento. 
La interdicción de suministros y refuerzos a las unidades más cercanas a las líneas del frente es, por lo tanto, un objetivo estratégico importante para las fuerzas opuestas. 
Algunos ejemplos notables:
- El asedio de Vicksburg en la guerra civil estadounidense, en el que Ulysses S. Grant rodeó la ciudad, lo que llevó a su eventual rendición en julio de 1863.
- La batalla de Francia en la Segunda Guerra Mundial, en la que los alemanes aislaron a los ejércitos francés y británico en Bélgica (aunque la evacuación de Dunkerque rescató a más de 330.000 de ellos).
- El cerco del VI ejército alemán en la batalla de Stalingrado en la Segunda Guerra Mundial.
- Ataques de Estados Unidos en la Ruta Ho Chi Minh durante la guerra de Vietnam.